# Narycia nigricoma
Narycia nigricoma är en fjärilsart som beskrevs av Edward Meyrick 1927. Narycia nigricoma ingår i släktet Narycia och familjen säckspinnare. Inga underarter finns listade i Catalogue of Life.